# Coasta, Bistrița-Năsăud
Coasta este un sat în comuna Șieu-Odorhei din județul Bistrița-Năsăud, Transilvania, România.

## Obiectiv memorial
Monumentul Eroilor Români din Primul Război Mondial. Obeliscul este amplasat în centrul localității și a fost realizat în anul 1936, din inițiativa învățătorului Ioan Sângeorzan, ajutat de săteni, în memoria eroilor români din Primul Război Mondial. Monumentul, în formă de piramidă, are la bază un postament, fiind realizat din piatră și beton. În vârful obeliscului se află o cruce, acest însemn fiind regăsit și ca element decorativ, pe fațada monumentului. Împrejmuirea operei comemorative s-a făcut cu stâlpi de beton, uniți cu lanțuri. Înscrisurile de pe monument au fost distruse de autoritățile hortiste, în 1940, dar au fost refăcute în anul 1969, când obeliscul a fost restaurat. În plan frontal este înscris un text comemorativ: „Onoare eroilor morți pentru patrie și cinste celor care au luat parte la războiul pentru întregirea neamului 1914-1916-1919, din satul Coasta“. Pe fețele a doua și a patra sunt înscrise numele a 42, respectiv, a 9 eroi, urmate de o inscripție comemorativă. 

## Galerie de imagini

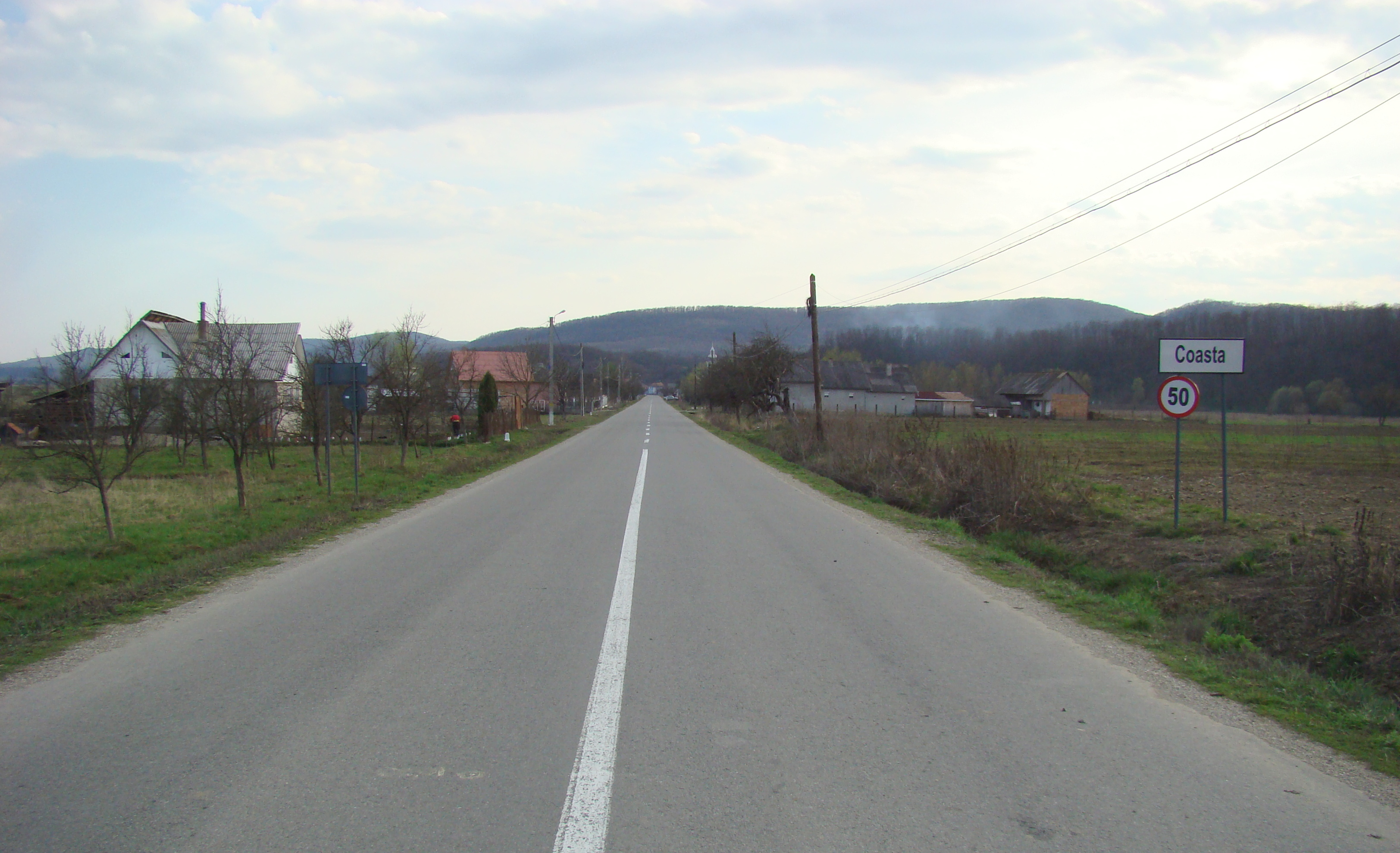
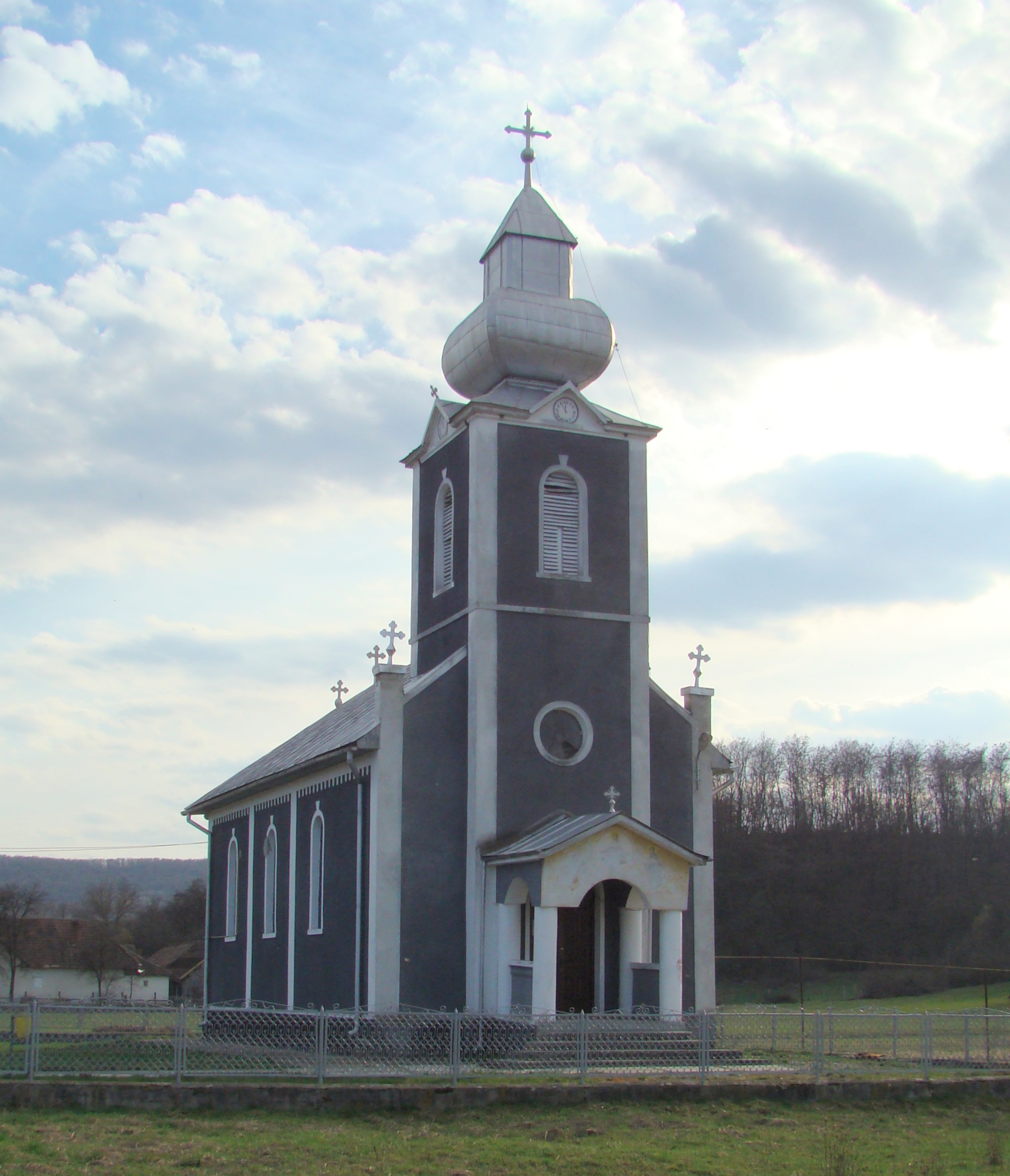
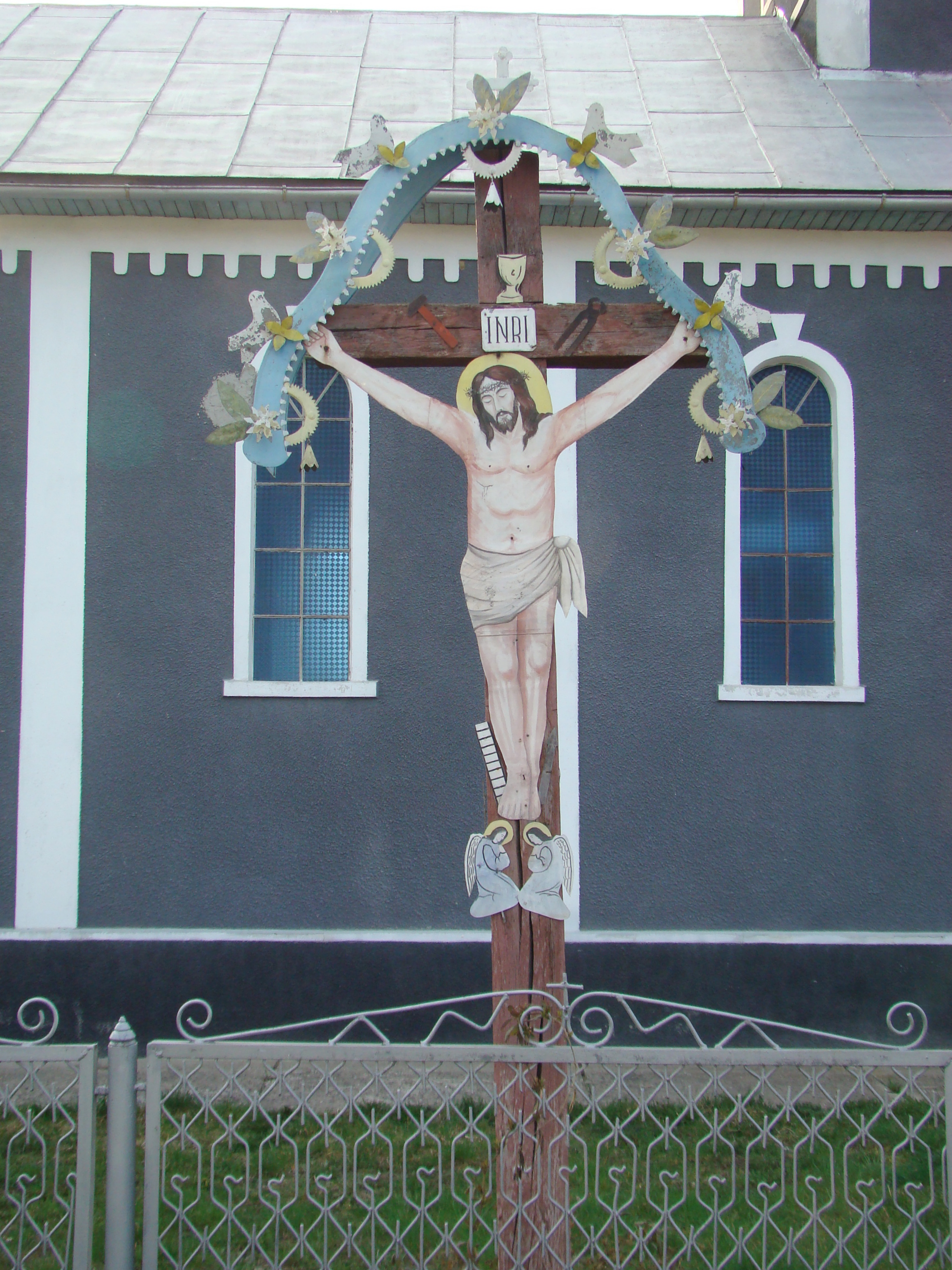
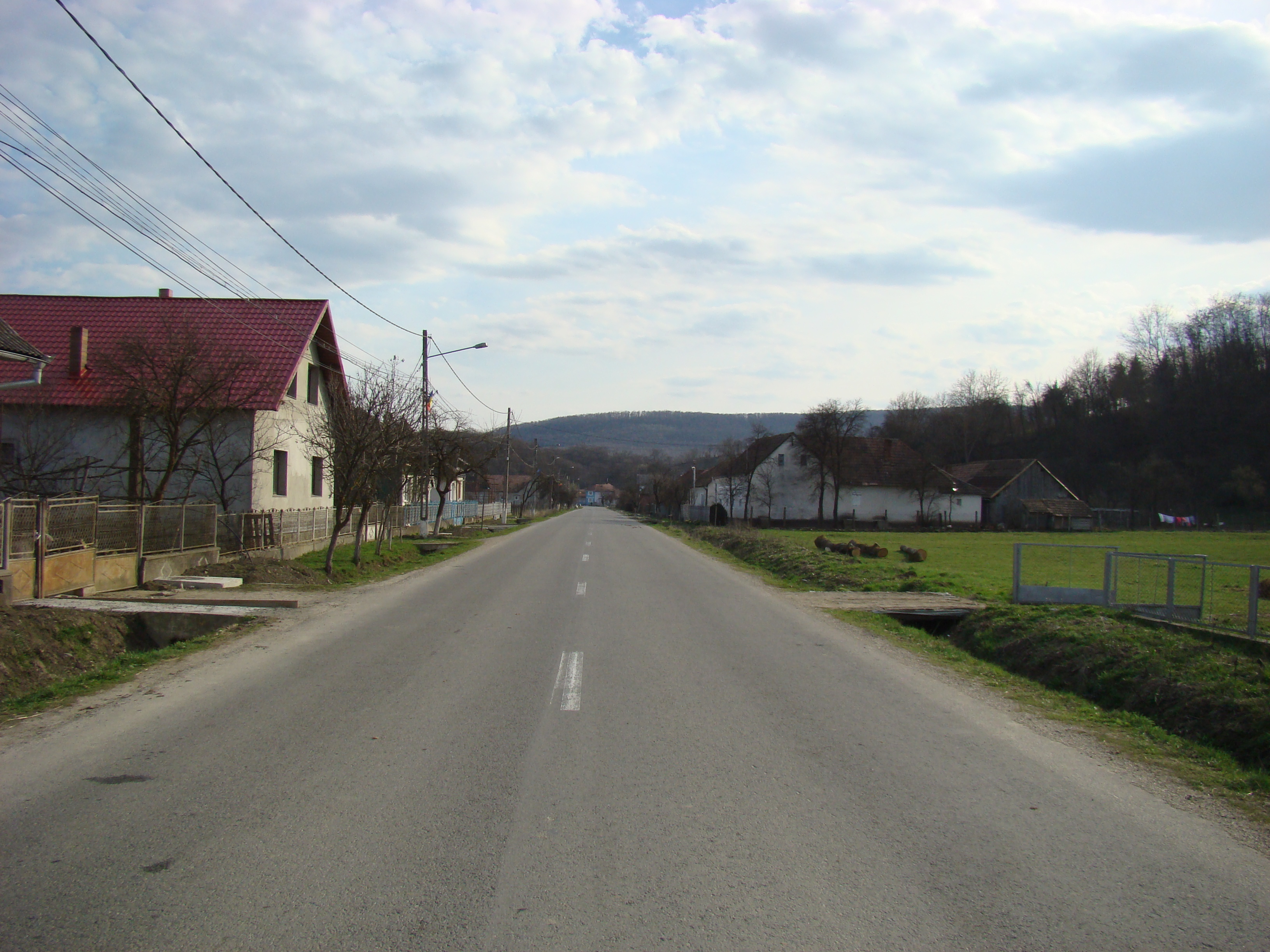

## Vezi și
- Biserica de lemn din Coasta